# Волковцы (Шепетовский район)
Волковцы (укр. Вовківці) — село в Шепетовском районе Хмельницкой области Украины.
Население - 296 человек. Население по переписи 2001 года составляло 329 человек. Почтовый индекс — 30425. Телефонный код — 3840. Занимает площадь 87 км².

## Местный совет
30425, Хмельницкая обл., Шепетовский р-н, с. Волковцы, ул. Садовая, 29